# Сант'Ана (Агриђенто)
Сант'Ана (итал. Sant'Anna) је насеље у Италији у округу Агриђенто, региону Сицилија.
Према процени из 2011. у насељу је живело 584 становника. Насеље се налази на надморској висини од 360 м.